# Kabushiki gaisha
Kabushiki gaisha (Japans: 株式会社, letterlijk: aandelenbedrijf) is een Japanse bedrijfsvorm. De aanduiding wordt vaak vertaald als 'beursgenoteerd bedrijf' of 'naamloze vennootschap'.
De eerste kabushiki gaisha was de Dai-Ichi Kangyo Bank (Eerste nationale bank van Japan), die is gevormd in 1873 (nu onderdeel van Mizuho Ginko).

## Gebruik van de term
De term kan zowel als voorzetsel of achtervoegsel worden gebruikt, bijvoorbeeld Kabushiki-gaisha Dentsu of Nintendo Kabushiki gaisha. Veel Japanse bedrijven vertalen de term in het Engels als "Co., Ltd." terwijl anderen de termen 'Corporation' of 'Incorporated' gebruiken. Hoewel dit dicht bij een letterlijke vertaling van de term ligt, zijn de twee niet hetzelfde. De Japanse overheid heeft de naamloze vennootschap eerder goedgekeurd als een officiële vertaling maar gebruikt nu de letterlijke vertaling "bedrijf voor aandelen".